# 姚安県
姚安県（ようあん-けん）は中華人民共和国雲南省楚雄イ族自治州に位置する県。

## 歴史
621年（武徳4年）、都督府が設置される際、姚姓の住民が多かったことより姚州が設置される。その後吐蕃、南詔、大理の版図に入り姚州は廃止されたが元代に再び姚州が設置されている。中華民国が成立すると1913年（民国2年）の州制廃止に伴い姚安県と改編され現在に至る。

## 行政区画
下部に6鎮、3郷を管轄する。
- 鎮
  - 棟川鎮、光禄鎮、前場鎮、弥興鎮、太平鎮、官屯鎮
- 郷
  - 適中郷、左門郷、大河口郷